# Giovanni De Martin
Giovanni De Martin (Lozzo di Cadore, 7 dicembre 1927 – Galliera, 4 novembre 1999) è stato un bobbista italiano.

## Biografia
Nato nel 1927 a Lozzo di Cadore, in provincia di Belluno, a 28 anni ha partecipato ai Giochi olimpici di Cortina d'Ampezzo 1956, nel bob a quattro, insieme a Carlo Da Prà, Dino De Martin e Giovanni Tabacchi, arrivando 5º con il tempo totale di 5'14"66 (1'18"10 nella 1ª manche, 1'18"65 nella 2ª, 1'18"50 nella 3ª e 1'19"41 nella 4ª).